# Монтегю, Роберт, 3-й граф Манчестер
Роберт Монтегю, 3-й граф Манчестер (англ. Robert Montagu, 3rd Earl of Manchester; 25 апреля 1634 — 14 марта 1683) — английский аристократ, придворный и политик, заседавший в Палате общин от Хантингдоншира с 1660 по 1671 год, когда он унаследовал титул пэра как граф Манчестер.

## Ранняя жизнь
Монтегю родился в приходе Святой Маргариты в Вестминстере и крестился там 25 апреля 1634 года. Он был единственным сыном Эдварда Монтегю, 2-го графа Манчестера (1602—1671), и его второй жены леди Энн Рич (1604—1642), дочери Роберта Рича, 2-го графа Уорика (1587—1658). У него были две младшие сестры, леди Фрэнсис Монтегю (жена Генри Сондерсона) и леди Энн Монтегю (жена их двоюродного брата Роберта Рича, 5-го графа Уорика). После смерти матери 14 февраля 1641 года его отец снова женился на Эссекс (урожденной Чек) Бевилл (? — 1658), вдове сэра Роберта Бевилла и дочери сэра Томаса Чека. От третьего брака отца у него была младшая сводная сестра, леди Эссекс Монтегю (1643—1677), жена Генри Ингрэма, 1-го виконта Ирвина. После смерти третьей жены его отец снова женился на Элеоноре Рич (? — 1666/1667), вдове сэра Генри Ли, 1-го баронета, Эдварда Рэдклиффа, 6-го графа Сассекса, и Роберта Рича, 2-го графа Уорика. Она была четвёртой дочерью сэра Ричарда Уортли (? — 1603). После её смерти в январе 1666 года он женился в пятый и последний раз на леди Маргарет Хэй (? — 1676), вдове Джеймса Хэя, 2-го графа Карлайла, третьей дочери Фрэнсиса Рассела, 4-го графа Бедфорда.
Его дедушкой и бабушкой по отцовской линии были Генри Монтегю, 1-й граф Манчестер (1563—1642), и Кэтрин Спенсер (1586—1612), внучка сэра Уильяма Спенсера из Ярнтона. Его бабушкой и дедушкой по материнской линии были Роберт Рич, 2-й граф Уорик, и Фрэнсис Хаттон (дочь и наследница сэра Уильяма Ньюпорта, который позже взял фамилию Хаттон, чтобы унаследовать поместья своего дяди, сэра Кристофера Хаттона).

## Карьера
С 1649 по 1654 год Роберт Монтегю путешествовал за границу. В апреле 1660 года он был капитаном конного ополчения графства Хантингдоншир.
Также в апреле 1660 года Роберт Монтегю был избран в качестве члена Палаты общин Англии для Хантингдоншира в парламенте Конвента и в следующем месяце был одним из членов, которые служили королю в Гааге.
С июля 1660 по 1681 год он был членом Палаты общин от Хантингдоншира и Нортгемптоншира. Также в июле он был комиссаром Ойера и терминером Мидлендского округа. С августа 1660 года он был комиссаром по оценке и заместителем лейтенанта Хантингдоншира до 1671 года.
В 1661 году Роберт Монтегю снова был избран депутатом от Хантингдоншира в кавалерском парламенте. В 1663 году он стал комиссаром по оценке Хантингдона и Нортгемптоншира до 1671 года и был отправлен с миссией к французскому королю. Он был создан магистром Оксфордского университета 8 сентября 1665 года.
В феврале 1666 года он сменил графа Ньюпорта на посту камергера короля. В 1666 и 1667 годах Монтегю был капитаном конницы герцога Монмутского в восточных графствах, в то время как голландцы были на побережье.
Роберт Монтегю унаследовал титул графа Манчестера после смерти своего отца в 1671 году и занял пост лорда-лейтенанта Хантингдоншира. В 1672 году он стал хозяином лебедей, а также водным приставом Уиттлси-Мер. В 1677 году он стал верховным управляющим Кембриджского университета.
В октябре 1681 года лорд Манчестер решил уехать за границу, потому что слишком тесно связался с каббалистами в Нортгемптоншире.

## Личная жизнь
27 июня 1655 года Роберт Монтегю женился на Энн Йелвертон (1628 — 21 июля 1698) в Сент-Джайлз-ин-Филдс. Энн была единственной дочерью сэра Кристофера Йелвертона, 1-го баронета Истон-Модита в Нортгемптоншире, и Энн Твисден (младшей дочери сэра Томаса Твисдена, 1-го баронета из Ройдон-Холла). Анна и Роберт были родителями пяти сыновей и четырёх дочерей, в том числе:
- Достопочтенный Эдвард Монтегю, умерший молодым.
- Достопочтенный Генри Монтегю, умерший молодым.
- Энн Монтегю (ок. 1662 — 19 октября 1720), которая вышла замуж в 1682 году за Джеймса Говарда, 3-го графа Саффолка, сына Теофила Говарда, 2-го графа Саффолка[1].
- Чарльз Монтегю, 1-й герцог Манчестер (ок. 1662 — 20 января 172), женившийся на достопочтенной Доддингтон Гревилл, дочь Роберта Гревилла, 4-го барона Брука[англ.] из Бошам-Корта, и Энн (урожденной Доддингтон) Гревилл[5]
- Леди Элизабет Монтегю (1660—1679), которая вышла замуж за своего двоюродного брата сэра Джеймса Монтегю (1666—1723), главного барона казначейства[1].
- Леди Кэтрин Монтегю, вышла замуж в 1697 году за Сэмюэла Эдвина из Лланвихангела[1].
- Достопочтенный Роберт Монтегю (? — 1693), член парламента от Хантингдоншира[1].
- Достопочтенный Хенидж Монтегю[англ.] (1675—1698), также член парламента от Хантингдоншира[1]
- Леди Элинор Монтегю, которая умерла незамужней[1].

Роберт Монтегю, 3-й граф Манчестер, скончался в Монпелье во Франции 14 марта 1683 года в возрасте около 48 лет и был похоронен в Кимболтоне. Два его старших сына, Эдуард и Генри, умерли молодыми, и ему наследовал третий сын, Чарльз Монтегю, 4-й граф Манчестер. Впоследствии его вдова вышла замуж за Чарльза Монтегю, 1-го графа Галифакса.

## Титулы
- 3-й граф Манчестер, графство Ланкастер (с 5 мая 1671)
- 3-й виконт Мандевиль (с 5 мая 1671)
- 3-й барон Кимболтон из Кимболтона, графство Ланкастер (с 5 мая 1671).